# Высший административный суд Украины
Высший административный суд Украины (укр. Вищий адміністративний суд України) — кассационная судебная инстанция Украины по административным делам. По некоторым категориям дел может выступать как суд первой или апелляционной инстанции.

## Структура
Высший административный суд Украины состоит из трёх судебных палат. Ему подчиняются девять апелляционных административных судов, а также многочисленные окружные административные суды во всех 24 областях Украины.

## Руководство

### Председатели
- Пасенюк, Александр Михайлович (22 декабря 2004 г.[1] — 21 декабря 2009 г.; 6 сентября 2010 г. — 3 ноября 2011 г.; и. о. председателя 21 декабря 2009 г. — 6 сентября 2010 г.)
- Темкижев, Игорь Хажмуридович (30 ноября 2011 г. — 23 февраля 2014 г.)
- Леонтович, Екатерина Григорьевна (и. о. председателя 11 апреля — 16 июня 2014 г.)
- Нечитайло, Александр Николаевич (с 16 июня 2014 г.)

### Первый заместитель Председателя
- Сирош, Николай Васильевич (11 ноября 2005 г.[2] — ноябрь 2010 г.)

### Заместители Председателя
- Панченко, Александр Никифорович (11 ноября 2005 г.[3] — 7 октября 2010 г.)
- Липский, Дмитрий Владимирович (сентябрь 2007 г., переназначен 16 октября 2012 г. — 11 апреля 2014 г.; с 25 июня 2014 г.)
- Цуркан, Михаил Иванович (март 2008 г., переназначен 11 июня 2013 г. — 11 апреля 2014 г.)
- Смокович, Михаил Иванович (с 25 июня 2014 г.)

## Цели
Целью работы Высшего административного суда является защита прав и законных интересов лица в публично-правовых спорах от нарушений со стороны органов власти, органов городского самоуправления, их служебных или должностных представителей.
Суд занимается рассмотрением дел, связанных со спорами физических или юридических лиц с субъектом властных полномочий по поводу его решений, действий или бездействий. Суд рассматривает также споры, связанные с публичной службой, реализацией полномочий управленческими субъектами, а также вопросы, связанные с процессом выборов или референдумом.

## Адрес
Почтовый адрес Высшего административного суда: 01029, город Киев, улица Московская, дом 8, корпус 5.

## Список судей
После даты избрания или увольнения судьи стоит номер соответствующего постановления Верховной Рады Украины.
- Бутенко, Владимир Иванович (с 11 декабря 2003 г., № 1393-IV)
- Матолич, Степан Васильевич (11 декабря 2003 г., № 1393-IV — 15 апреля 2010 г., № 2137-VI)
- Панченко, Александр Никифорович (11 декабря 2003 г., № 1393-IV — 7 октября 2010 г., № 2596-VI)
- Панченко, Алексей Иванович (11 декабря 2003 г., № 1393-IV — 16 апреля 2009 г., № 1283-VI)
- Пасенюк, Александр Михайлович (11 декабря 2003 г., № 1393-IV — 3 ноября 2011 г., № 3992-VI)
- Сирош, Николай Васильевич (с 11 декабря 2003 г., № 1393-IV)
- Смокович, Михаил Иванович (с 11 декабря 2003 г., № 1393-IV)
- Сорока, Николай Алексеевич (с 11 декабря 2003 г., № 1393-IV)
- Цуркан, Михаил Иванович (с 11 декабря 2003 г., № 1393-IV)
- Белуга, Сергей Владимирович (с 2 июня 2005 г., № 2638-IV)
- Бим, Магдалина Евгеньевна (2 июня 2005 г., № 2638-IV — 19 сентября 2013 г., № 604-VII)
- Гаманко, Александр Иванович (с 2 июня 2005 г., № 2638-IV)
- Загородний, Анатолий Федорович (с 2 июня 2005 г., № 2638-IV)
- Заика, Николай Николаевич (с 2 июня 2005 г., № 2638-IV)
- Спивак, Василий Иванович (2 июня 2005 г., № 2638-IV — 18 сентября 2012 г., № 5263-VI)
- Чалый, Сергей Яковлевич (с 2 июня 2005 г., № 2638-IV)
- Фадеева, Нина Николаевна (2 июня 2005 г., № 2638-IV — 8 октября 2009 г., № 1635-VI)
- Шипулина, Татьяна Михайловна (с 2 июня 2005 г., № 2638-IV)
- Весельская, Татьяна Федоровна (с 17 ноября 2005 г., № 3113-IV)
- Гончар, Любовь Ярославовна (с 17 ноября 2005 г., № 3113-IV)
- Горбатюк, Сергей Андреевич (с 17 ноября 2005 г., № 3113-IV)
- Карась, Александр Васильевич (с 17 ноября 2005 г., № 3113-IV)
- Костенко, Николай Иванович (с 17 ноября 2005 г., № 3113-IV)
- Липский, Дмитрий Владимирович (с 17 ноября 2005 г., № 3113-IV)
- Лиска, Тамара Алексеевна (с 17 ноября 2005 г., № 3113-IV)
- Маринчак, Нинель Евгеньевна (с 17 ноября 2005 г., № 3113-IV)
- Степашко, Александр Иванович (с 17 ноября 2005 г., № 3113-IV)
- Чумаченко, Татьяна Анатольевна (с 17 ноября 2005 г., № 3113-IV)
- Гурин, Николай Иванович (22 декабря 2005 г., № 3282-IV — 7 октября 2010 г., № 2596-VI)
- Сергейчук, Олег Анатольевич (22 декабря 2005 г., № 3282-IV — 21 сентября 2010 г., № 2525-VI)
- Харченко, Василий Васильевич (с 22 декабря 2005 г., № 3282-IV)
- Амелин, Сергей Егорович (с 12 января 2006 г., № 3330-IV)
- Бердник, Инна Станиславовна (12 января 2006 г., № 3330-IV — постановлением Верховной Рады Украины от 14 декабря 2006 г. № 471-V избрана судьей Верховного Суда Украины)
- Васильченко, Наталья Владимировна (с 12 января 2006 г., № 3330-IV)
- Гордийчук, Мария Петровна (12 января 2006 г., № 3330-IV — 5 сентября 2013 г., № 454-VII)
- Конюшко, Константин Владимирович (с 12 января 2006 г., № 3330-IV)
- Ланченко, Людмила Венедиктовна (с 12 января 2006 г., № 3330-IV)
- Мироненко, Александр Власович (с 12 января 2006 г., № 3330-IV)
- Пилипчук, Надежда Григорьевна (с 12 января 2006 г., № 3330-IV)
- Юрченко, Василий Васильевич (с 12 января 2006 г., № 3330-IV)
- Кравченко, Ольга Александровна (9 февраля 2006 г., № 3432-IV — 7 октября 2010 г., № 2596-VI)
- Кобылянский, Николай Генрихович (с 16 марта 2006 г., № 3565-IV)
- Леонтович, Екатерина Григорьевна (с 16 марта 2006 г., № 3565-IV)
- Нечитайло, Александр Николаевич (с 16 марта 2006 г., № 3565-IV)
- Усенко, Евгения Андреевна (с 16 марта 2006 г., № 3565-IV)
- Бившева, Людмила Ивановна (с 30 ноября 2006 г., № 405-V)
- Брайко, Анатолий Иванович (30 ноября 2006 г., № 405-V — 7 октября 2010 г., № 2596-VI)
- Голубева, Галина Кирилловна (с 14 декабря 2006 г., № 470-V)
- Рыбченко, Анатолий Алексеевич (с 14 декабря 2006 г., № 470-V)
- Федоров, Николай Алексеевич (с 14 декабря 2006 г., № 470-V)
- Штульман, Игорь Владимирович (с 14 декабря 2006 г., № 470-V)
- Черпицкая (Шкляр), Людмила Тимофеевна (с 27 июня 2007 г., № 1237-V)
- Мойсюк, Николай Иванович (с 20 марта 2008 г., № 237-VI)
- Гашицкий, Александр Васильевич (18 сентября 2008 г., № 527-VI — 20 июня 2013 г., № 352-VII)
- Разваляева, Татьяна Самуиловна (с 18 сентября 2008 г., № 531-VI)
- Головчук, Светлана Владимировна (с 25 сентября 2008 г., № 597-VI)
- Мороз, Лариса Леонтьевна (с 22 октября 2009 г., № 1684-VI)
- Рецебуринский, Юрий Иосифович (с 22 октября 2009 г., № 1684-VI)
- Острович, Сергей Эрнестович (с 1 апреля 2010 г., № 2011-VI)
- Ханова, Раиса Федоровна (15 апреля 2010 г., № 2136-VI — постановлением Верховной Рады Украины от 21 октября 2010 г. № 2636-VI избрана судьей Донецкого апелляционного административного суда)
- Черпак, Юрий Кононович (с 15 апреля 2010 г., № 2136-VI)
- Малинин, Виктор Владимирович (с 17 июня 2010 г., № 2350-VI)
- Ситников, Александр Федотович (с 17 июня 2010 г., № 2350-VI)
- Тракало, Валентина Владимировна (с 21 октября 2010 г., № 2636-VI)
- Калашникова, Елена Владимировна (с 4 ноября 2010 г., № 2679-VI)
- Кочан, Владимир Мартинович (с 2 декабря 2010 г., № 2757-VI)
- Заяц, Владимир Степанович (с 2 декабря 2010 г., № 2758-VI)
- Алексеенко, Николай Николаевич (с 2 декабря 2010 г., № 2763-VI)
- Стародуб, Александр Павлович (с 2 декабря 2010 г., № 2763-VI)
- Цвиркун, Юрий Иванович (с 2 декабря 2010 г., № 2763-VI)
- Веденяпин, Александр Андреевич (с 23 декабря 2010 г., № 2869-VI)
- Зайцев, Михаил Петрович (с 23 декабря 2010 г., № 2871-VI)
- Швед, Эдуард Юрьевич (с 23 декабря 2010 г., № 2871-VI)
- Лосев, Антон Михайлович (с 6 октября 2011 г., № 3834-VI)
- Темкижев, Игорь Хажмуридович (17 ноября 2011 г., № 4048-VI — 23 февраля 2014 г., № 768-VII)
- Иваненко, Яна Леонидовна (с 9 февраля 2012 г., № 4376-VI)
- Кравцов, Олег Викторович (с 9 февраля 2012 г., № 4376-VI)
- Масло, Инна Валентиновна (с 9 февраля 2012 г., № 4376-VI)
- Емельянова, Валентина Ивановна (с 15 марта 2012 г., № 4533-VI)
- Донец, Александр Евгеньевич (с 12 апреля 2012 г., № 4633-VI)
- Логвиненко, Андрей Александрович (с 12 апреля 2012 г., № 4633-VI)
- Мороз, Валентин Федорович (с 12 апреля 2012 г., № 4633-VI)
- Бухтиярова, Ирина Александровна (с 17 мая 2012 г., № 4734-VI)
- Приходько, Ирина Витальевна (с 17 мая 2012 г., № 4734-VI)
- Борисенко, Ирина Викторовна (с 21 июня 2012 г., № 5012-VI)
- Вербицкая, Олеся Владимировна (с 21 июня 2012 г., № 5012-VI)
- Кошель, Валентин Васильевич (с 21 июня 2012 г., № 5012-VI)
- Моторный, Александр Анатольевич (с 21 июня 2012 г., № 5012-VI)
- Муравьев, Алексей Валентинович (с 5 июля 2012 г., № 5119-VI)
- Блаживская, Наталья Евгеньевна (с 16 октября 2012 г., № 5447-VI)
- Голяшкин, Олег Владимирович (с 16 октября 2012 г., № 5447-VI)
- Пасечник, Светлана Сергеевна (с 16 октября 2012 г., № 5447-VI)
- Стрелец, Татьяна Геннадьевна (с 16 октября 2012 г., № 5447-VI)
- Юрченко, Валентина Петровна (с 23 мая 2013 г., № 306-VII)
- Швец, Виктор Владимирович (с 23 мая 2013 г., № 309-VII)
- Олендер, Игорь Ярославович (с 20 июня 2013 г., № 347-VII)
- Еремин, Анатолий Васильевич (с 19 сентября 2013 г., № 592-VII)
- Маслий, Владимир Иванович (с 19 сентября 2013 г., № 592-VII)
- Винокуров, Константин Сергеевич (с 19 сентября 2013 г., № 593-VII)